# 長老支配
長老支配（ちょうろうしはい、英語: gerontocracy）とは、老練家によって支配される政治体制である。長老政治とも呼ばれる。対義語は「青年政治（英語: juvenocracy）」という。支配的地位にあるものをジェロントクラート（gerontocrat）という。

## 主な長老支配
長老支配は、主に共産主義国家の統治を指した。ソビエト連邦では、ソビエト連邦共産党書記長のレオニード・ブレジネフが1982年に75歳で死去する時まで最高指導者として権力を振い、その次のユーリ・アンドロポフ（1984年に69歳で死去）、そのまた次のコンスタンティン・チェルネンコ（1985年に73歳で死去）も同様に国家を支配した。ブレジネフ晩年からゴルバチョフ就任まで、指導者の健康問題は西側におけるソ連報道の重大関心事であり続けた。
中華人民共和国建国の父である毛沢東も、1949年の建国から1976年に83歳で没するまで、中国共産党中央委員会主席として最高指導者の地位にあった。最晩年の毛は執務どころか会話すら困難な状態であったが、当時の中国では毛批判そのものがタブーとなっており、退任要求が出ることはなく死去するまで在任した。毛沢東の死去後しばらくして、文化大革命で弾圧されていた旧実権派の革命第一世代指導者たちが政権を掌握する。彼らは八大元老と呼ばれた。そのリーダー格として事実上の最高権力者の地位にあった鄧小平は、長老たちの権力抑制や引退勧奨に努めながらも、自身は90歳近くになっても中国共産党中央軍事委員会主席の肩書を保持し、最高指導者として中国に君臨した。
また共産主義国家以外では、日本の自由民主党では老年の派閥の領袖が権力を掌握して役職が割り振られたり、内閣総理大臣経験者がキングメーカーの如き振る舞いをしたり、党税制調査会で税制に精通した長老議員（インナー）が税制について実権を掌握していることなどを、長老支配として扱う場合がある。
過去の日本のジェロントクラートには、1910年代の政界や帝国陸軍における山縣有朋（及び山縣を筆頭とする元老）、1930年代前半の海軍における東郷平八郎・伏見宮博恭王などの例がある。山縣・東郷・伏見宮はいずれも元帥として、制度上終身現役を保証されていた。
1970年代後半から1980年代前半の日本政界で元首相の田中角栄が退任後に大きな影響力をふるったように、退任した人物の支配と年長者の支配がイコールでないことがある。田中は「角栄支配」「闇将軍」と言われた時期（56歳から64歳まで）のどの首相より年少で（中曽根と同年生まれ）、田中派内にも西村英一など田中より年長の大物議員がいた。
政治以外の分野でも、歌舞伎や能、大相撲といった師弟関係を基本とする伝統的な社会や、宗教の世界では何十年も修行して来た人がトップになるので老人支配が発生し易い。大相撲のように、親方の定年制によって一定の歯止めが存在する場合もあるが、この場合でも相撲部屋の継承などについて定年退職した過去の師匠が影響力を発揮する例がある（たとえば時津風部屋における豊山勝男）。

## 主な日本のジェロントクラート
- 中曽根康弘 - 元首相（1982年-1987年）。退任後も発言力を持ち、「中曽根院政」と呼ばれた。渡邉と中曽根は2007年の大連立構想の際にも絶大な影響力を誇った。
- 竹下登 - 経世会の会長。首相退任後も経世会の実質的支配者として影響力を行使していた。
- 金丸信 - 元自由民主党副総裁。政界のドンとして、宇野宗佑・海部俊樹・宮澤喜一の各内閣で影響力を行使した。
- 山中貞則 - 自民党税制調査会の会長を務め、会長退任後も税調の最高実力者として82歳で死去するまで大きな発言力を維持した。晩年に当時の首相が山中を訪れて協力を要請した際には「税のことは50年しかやっていないのでよくわかりません」と記者に答えていた。
- 不破哲三 - 日本共産党委員長（1982年-1987年、1989年-2000年）・議長(2000年-2006年)。委員長を志位和夫に譲ってからも最高指導部に残り、93歳で引退するまで実質的な党のトップだった。
- 小沢一郎 - 元自由民主党幹事長(1989年-1991年)。元民主党代表(2006年-2009年)。元民主党幹事長(2009年-2010年)。田中派、竹下派の実力者として政治手腕を発揮。自らは総理大臣になることなく、幹事長や代表として裏から日本政治を動かしてきた。政党をいくつも潰してきたことから、「壊し屋」の異名を持つ。
- 森喜朗 - 元首相。退任後も自派閥である清和会から小泉純一郎・安倍晋三・福田康夫と続けて首相を出し、後見役として閣僚人事に影響力を持つ。議員を引退した後も清和会に影響力を保ち続け、2022年の安倍の死後の集団指導体制確立を実質的に主導した。
- 青木幹雄 - 元自由民主党参院幹事長・参院議員会長。「参院のドン」として君臨し、議員引退後も影響力を発揮。
- 二階俊博 - 元自由民主党幹事長（2016年-2021年）。
- 麻生太郎 - 元首相（2008年-2009年）、自由民主党副総裁（2021年-2024年）。
- 安倍晋三 - 元首相（2006年-2007年、2012年-2020年）。退任後も党内最大派閥である清和会の実質的支配者かつ同会（いわゆる安倍派）会長として発言力を持ち[1]、菅義偉・岸田文雄両首相の政権運営に影響力を行使していたことから、「安倍院政」[2]「キングメーカー」と呼ばれ[3]、新たな自民党の長老と目されたが、2022年に暗殺された。
- 渡邉恒雄 - 読売新聞の主筆。プロ野球球団読売ジャイアンツオーナーを務め、オーナー退任後も肩書きは会長と変えつつ実質的なオーナーとして君臨。
- 服部敬雄 - 山形新聞社、山形放送（YBC）、山形テレビ（YTS）、山形交通（現・山交バス）などグループ企業の社長・会長を歴任。メディアを中心に強大な権力を持ち、山形県政財界に多大な影響を及ぼした[4]。「服部天皇」「山形の首領（ドン）」「山形のヒトラー」の異名を持った。
- 西室泰三 - 株式会社東芝の社長退任後も会長→相談役として実権を握り続け、独善的な経営によって東芝が巨額の不良債権を抱え込む原因となった。
- 武見太郎 - 日本医師会会長、世界医師会会長を歴任した。
- 川村龍夫 - ケイダッシュ代表取締役会長。田辺エージェンシー代表取締役副社長。
- ジャニー喜多川 - ジャニーズ事務所創業者。
- 周防郁雄 - 巨大芸能グループ「バーニング」グループのトップとして、また「芸能界のドン」として知られる。
- 川上哲治 - 王貞治・長嶋茂雄らを率いて読売ジャイアンツの黄金時代を築き上げ、プロ野球史上唯一の「V9」（9年連続セ・リーグ優勝・日本一）を達成するなど多大なる功績を残し、「プロ野球界の生き神様」とまで呼ばれる伝説的な存在となった[5]。